# 一路惊心
《一路惊心》（英語：Be Scared On The Way）中国大陆喜剧电影，导演李伟，主演刘威、郑昊、刘金山。

## 剧情
三名盗贼妄图抢劫一家珠宝店，结果跑到了某研究所，盗走自认为宝贝的“鼠疫病菌”，随后分两路逃窜，在火车上被警察逮捕。

## 演出
| 演员   | 角色     | 备注     |
| 刘金山 | 大胖     | 盗贼首脑 |
| 郑昊   | 刚子     | 警察     |
| 刘威   | 厨师长   |          |
| 李琦   | 三舅     | 退休警察 |
| 黄杨   | 美娜     |          |
| 侯勇   | 公安局长 |          |
| 王奕   | 车长     |          |
| 李明   | 乘警长   |          |
| 郭雪   | 大丫     |          |
| 李三   | 二胖     |          |

## 曲目
- 《我要致富》，歌手：梁萌、何鹏
- 《你说我容易吗》，歌手：小柯
- <没有文化害死人》，歌手：梁萌 何鹏

## 制作
该片拍摄于辽宁省调兵山市。